# Contea di Lincoln (Colorado)
La contea di Lincoln, in inglese Lincoln County, è una contea dello Stato del Colorado, negli Stati Uniti. La popolazione al censimento del 2000 era di 6 087 abitanti. Il capoluogo di contea è Hugo.

## Geografia
La contea si trova nel centro-est dello Stato. La contea si trova nella regione delle Grandi Pianure. Si tratta principalmente di prateria. I fiumi principali sono l'Arickaree e il Republican.

### Contee confinanti
- Contea di Washington - nord
- Contea di Kit Carson - est
- Contea di Cheyenne - est
- Contea di Kiowa - sud-est
- Contea di Crowley - sud
- Contea di Pueblo - sud-ovest
- Contea di El Paso - sud-ovest
- Contea di Elbert - ovest
- Contea di Arapahoe - nord-est

## Storia
L'area era abitata dai popoli Comanche, Kiowa, Arapaho e Cheyenne. La contea fu creata nel 1889 e prende il nome dal presidente Abraham Lincoln.

## Towns
- Arriba
- Genoa
- Hugo (capoluogo)
- Limon